# Paratoxopoda villicoxa
Paratoxopoda villicoxa är en tvåvingeart som beskrevs av Oswald Duda 1926. Paratoxopoda villicoxa ingår i släktet Paratoxopoda och familjen svängflugor. Inga underarter finns listade i Catalogue of Life.